# Chop
Chop (em ucraniano:  Чоп, em húngaro:  Csap, em eslovaco:  Čop, em russino:  Чоп, em iídiche:  טשאָפּ) é uma cidade da Ucrânia, situada no Oblast da Transcarpátia, próxima às fronteiras com a Hungria e a Eslováquia. Tem 6,19 km² de área e sua população em 2020 foi estimada em 8.819 habitantes.